# Катастрофа Learjet 35 під Абердином
Катастрофа Learjet 35 під Абердином — авіаційна катастрофа, що сталася 25 жовтня 1999 року в поблизу Абердина (штат Південна Дакота, США). Бізнес-Джет Learjet 35 американської авіакомпанії SunJet Aviation виконував чартерний рейс з Орландо до Далласа, але під час набору висоти через розгерметизацію всі 6 осіб на борту втратили свідомість. Літак продовжував підніматися на ешелон на автопілоті. Літак не зміг повернути на захід і продовжував летіти над південним і середнім заходом США. Потім літаку на перехват відправився винищувач F-16 ВПС США. У решті через 4 години (3 год. 54 хв) мертвого польоту у літака закінчилось паливо і він, пікіруючи, впав на поле поблизу Абердина (Південна Дакота). Усі 6 осіб (4 пасажири і 2 члени екіпажу), що знаходилися на його борту, загинули.
На борту перебував відомий гольфіст Пейн Стюарт.

## Культурні аспекти
Катастрофа під Абердином показана в 16-му сезоні канадського документального телесеріалу «Розслідування авіакатастроф» в серії Мертва Тиша.